# ダークルーム
ダークルーム（原題：Darkroom）は、1980年にポール・マッカートニーが発表した楽曲。アルバム「マッカートニーII」収録。
1つのコードで作られた実験的な曲。現在聴かれるのは短く編集されたバージョンである。元々は11分程度の曲であり、この曲を気に入ったポールがアルバムに収録する段階で短く編集して収録した。フリーランス・ヘルレイザーによるリミックスバージョンが、2005年にアルバム「ツイン・フリークス」に収録された。
この曲の発表の時期、また「暗い部屋」という監獄を連想させるようなタイトルから、1980年の大麻不法所持による逮捕事件に対する当てこすりでは無いかと疑われたが、この曲の録音は逮捕事件の半年前であるため、その可能性は全くないと言ってよい。